# Sortie dans le monde
Sortie dans le monde est un tableau réalisé en 1889 par l'artiste finlandaise Maria Wiik et conservé au Musée Ateneum à Helsinki.

## Description
Ce tableau représente deux femmes dans une pièce, une assise à une table lisant son livre et l'autre ajustant sa robe avant de quitter. Les tons neutres sont accentués par un rideau tiré.